# Bert Robertsson
Bert Erik Johan Robertsson, född 30 juni 1974 i Södertälje, är en svensk lagledare i ishockey och före detta ishockeyspelare.
Bert Robertsson inledde sin karriär i Södertälje SK säsongen 1992/1993, då klubben spelade i dåvarande Division I. 1993 draftades han av NHL-klubben Vancouver Canucks som nummer 254 i den tionde rundan.
Säsongen 1995/1996 lämnade Robertsson Södertälje SK och åkte till USA för spel i AHL för Syracuse Crunch, som då var Vancouver Canucks farmarklubb. Han spelade två säsonger i AHL innan han gjorde NHL-debut i Vancouver Canucks säsongen 1997/1998. Han spelade 30 matcher under sin första säsong i NHL. Bert Robertsson tillhör en skara svenska ishockeyspelare som debuterat i NHL utan att tidigare ha spelat i SHL.
Säsongen 1998/1999 spelade Robertsson ytterligare 39 matcher för Vancouver innan han såldes till Edmonton Oilers där han blev ordinarie och fick spela över 50 matcher.
Efter säsongen 2000/2001 följde några år där Robertsson flyttade runt mellan olika NHL-klubbar utan att få spela annat än i farmarligan AHL. Det blev endast 2 matcher till i NHL för honom med New York Rangers, innan han lämnade Nordamerika och flyttade till Finland för spel i klubben Ilves säsongen 2002/2003. Totalt spelade Bert Robertsson 123 NHL-matcher i grundserien och gjorde 4 mål och 10 assist, totalt 14 poäng.
Bert Robertsson gjorde debut i Elitserien 29 år gammal i Södertälje SK säsongen 2003/2004.
Som assisterande tränare i Almtuna IS, under huvudtränaren Jonas Rönnqvist,  uppmärksammades hans insatser i Hockeyallsvenskan under säsongen 2009/2010 då Almtuna gjorde en av sina bästa säsonger. Säsongen 2010/2011 var Robertsson assisterande tränare i VIK Västerås HK med huvudtränare Mats Waltin.
Robertssons livliga tränarstil uppmärksammades även under SM-finalerna 2012, då han var assisterande tränare i Skellefteå AIK.

## Klubbar som spelare
- Södertälje SK, Division I 1992-1995
- Syracuse Crunch, AHL 1995-1999
- Vancouver Canucks, NHL, 1997-1999
- Edmonton Oilers, NHL, 1999-2000
- Hamilton Bulldogs, AHL, 1999-2000
- Houston Aeros, AHL, 2000-2001
- Milwaukee Admirals, AHL, 2000-2002
- New York Rangers, NHL, 2000-2001
- Cincinnati Mighty Ducks, AHL, 2001-2002
- Wilkes-Barre/Scranton Penguins, AHL, 2001-2002
- Ilves, FM-liga 2002-2003
- Södertälje SK, Elitserien 2003-2005
- HC Undici, Division 3, 2006-2008

## Uppdrag som tränare
- Almtuna IS, Hockeyallsvenskan, 2008-2010 (assisterande tränare)
- VIK Västerås HK, Hockeyallsvenskan, 2010-2011 (assisterande tränare)
- Skellefteå AIK, Elitserien/SHL, 2011-2019 (assisterande tränare)
- Linköping HC, SHL, 2019- (huvudtränare)